# Dysomma
Dysomma is een geslacht van straalvinnige vissen uit de familie van kuilalen (Synaphobranchidae). Het geslacht is voor het eerst wetenschappelijk beschreven in 1889 door Alcock.

## Soorten
- Dysomma alticorpus Fricke, Golani, Appelbaum-Golani & Zajonz, 2018
- Dysomma anguillare Barnard, 1923
- Dysomma brachygnathos Ho & Tighe, 2018
- Dysomma brevirostre (Facciolà, 1887)
- Dysomma bucephalus Alcock, 1889
- Dysomma dolichosomatum Karrer, 1982
- Dysomma formosa Ho & Tighe, 2018
- Dysomma fuscoventralis Karrer & Klausewitz, 1982
- Dysomma goslinei Robins & Robins, 1976
- Dysomma intermedium Vo & Ho, 2024
- Dysomma longirostrum Chen & Mok, 2001
- Dysomma melanurum Chen & Weng, 1967
- Dysomma muciparus (Alcock, 1891)
- Dysomma opisthoproctus Chen & Mok, 1995
- Dysomma polycatodon Karrer, 1982
- Dysomma robinsorum Ho & Tighe, 2018
- Dysomma taiwanense Ho, Smith & Tighe, 2015
- Dysomma tridens Robins, Böhlke & Robins, 1989